# حاجی حسن (سقز)
حاجی حسن (سقز)، روستایی از توابع بخش زیویه شهرستان سقز در استان کردستان ایران است.

## جمعیت
این روستا در دهستان گل‌تپه قرار دارد و براساس سرشماری مرکز آمار ایران در سال ۱۳۸۵
من، جمعیت آن ۱۵۳ نفر (۳۰خانوار) بوده‌است.